# Sluis 17

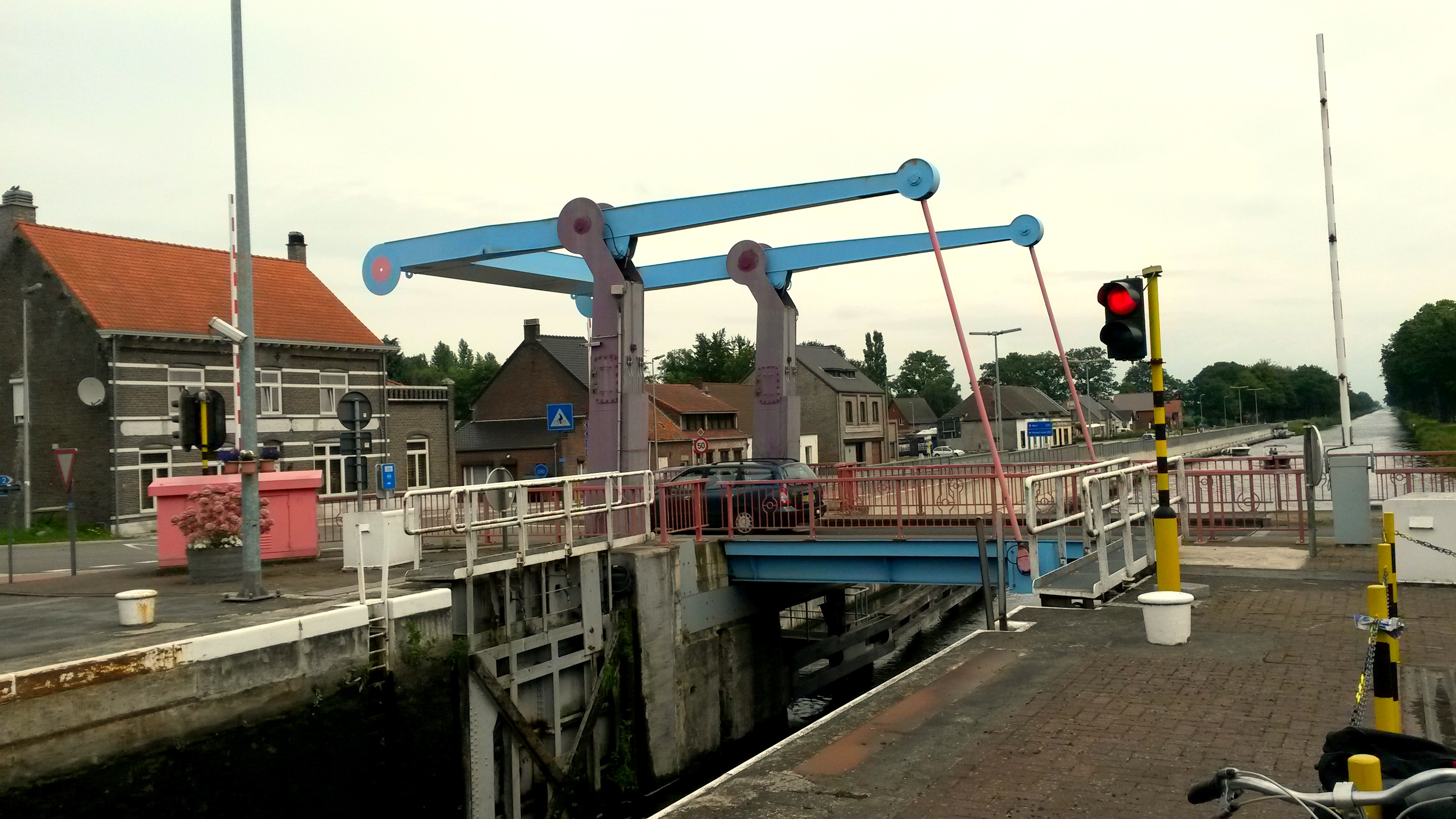
Sluis 17

Sluis 17 is een schutsluis in de Zuid-Willemsvaart die zich bevindt te Lozen
Aangezien Lozen het kruinpand vormde van het Grand Canal du Nord moest er een voedingskanaal komen van een hoger gelegen gebied. Vanaf het kruinpand moest het water dan verdeeld worden tussen de oostelijke en de westelijke tak van het kanaal, door middel van sluizen. Via Sluis 17 kon dan het waterpeil van de oostelijke tak (vanaf 1826 de Zuid-Willemsvaart in stand worden gehouden.
Naast Sluis 17 ligt een ophaalbrug waarover de Hamonterweg naar Bocholt wordt geleid.
Ook bevindt zich hier een zwaaikom die nodig is omdat het kanaal hier een haakse bocht maakt.